# Torralba de Calatrava
Torralba de Calatrava település Spanyolországban, Ciudad Real tartományban. Torralba de Calatrava Daimiel, Almagro, Ciudad Real, Carrión de Calatrava, Fernán Caballero és Malagón községekkel határos. Lakosainak száma 3075 fő (2024).

## Népesség
A település népessége az elmúlt években az alábbi módon változott:
| Lakosok száma | 2898 | 2940 | 3006 | 3061 | 3163 | 3106 | 3025 | 2977 | 2990 | 3075 |
|               | 2001 | 2004 | 2006 | 2009 | 2011 | 2014 | 2016 | 2019 | 2021 | 2024 |